# Marsh McLennan
Marsh & McLennan Companies, Inc., tidigare Burrows, Marsh & McLennan och Marsh & McLennan, är ett amerikanskt multinationellt försäkrings- och konsultföretag som verkar under namnet Marsh McLennan. Företaget består av fyra dotterbolag, försäkringsbolagen Guy Carpenter & Company och Marsh samt konsultföretagen Mercer och Oliver Wyman. Koncernen har sitt huvudkontor i skyskrapan 1166 Avenue of the Americas på Manhattan i New York i New York.

## Historik
På de första åren av 1900-talet träffade Henry Marsh, delägare av försäkringsbolaget Marsh, Ulmann and Company (idag Marsh, LLC), på Donald McLennan, som också drev ett försäkringsbolag och specifikt mot järnväg. Det visades sig sen att Marsh, McLennan och en annan vid namn Daniel Burrows hade alla blivit lovade att agera försäkringsförmedlare åt järnvägsbolaget Chicago, Burlington and Quincy Railroad av olika individer inom järnvägsbolagets företagsledning. De tre beslutade att gå samman med sina företag istället för att dra igång en kostsam och tidskrävande rättsprocess för att reda ut härvan. Den 22 december 1904 grundade de nån sorts av handelsbolag vid namn Burrows, Marsh & McLennan och två år senare lämnade Burrows när han pensionerade sig och företaget fick just namnet Marsh & McLennan. 1923 blev Marsh officiellt ett dotterbolag till Marsh & McLennan när moderbolaget blev ett aktiebolag och samma år förvärvade man Guy Carpenter & Company. 1959 expanderade man ytterligare när man köpte det kanadensiska William M. Mercer, Ltd. (idag Mercer, LLC). År 1975 fick man sitt nuvarande namn och William M. Mercer Ltd. blev också ett officiellt dotterbolag till koncernen. Den 11 september 2001 blev World Trade Center i New York i New York utsatt för terroristattacker när två flygplan (American Airlines Flight 11 och United Airlines Flight 175) flög in i de två tvillingtornen i byggnadskomplexet. Företaget hade kontorsverksamhet på bland annat våningarna 93 till 100 i det norra tornet, precis där American Airlines Flight 11 flög in, detta resulterade i att alla de 295 anställda och ytterligare 63 kontraktsanställda som var på våningarna den morgonen omkom. År 2003 förvärvade man Oliver, Wyman & Company, och fusionerade dem med en rad andra konsultföretag som man ägde och fick namnet Mercer Oliver Wyman (blev senare skede Oliver Wyman Group). Under den första halvan av 2004 tog man över Kroll, Inc. till en kostnad på 1,9 miljarder dollar. I oktober hamnade Marsh & McLennan i blickfånget på grund av en utredning ledd av New York:s dåvarande delstatsåklagare Eliot Spitzer som synade försäkringsmarknaden. Utredningen visade på att det kunde finnas en misstänkt kartellbildning mellan Marsh & McLennan och andra stora försäkringsbolag så som Ace Limited, American International Group (AIG), Aon, Munich Re och Willis Group Holdings om fastställande av priser, felaktiga redovisningar, deltagande i tvivelaktiga försäkringsmetoder och anbudsuppgörelser. Den 31 januari 2005 kom koncernen och New York:s åklagarmyndighet överens om en förlikning på 850 miljoner amerikanska dollar. I augusti 2010 sålde man Kroll till det Providence Equity Partners-kontrollerade Altegrity, Inc. för 1,13 miljarder dollar.

## Dotterbolag
Lista över dotterbolag.
- Guy Carpenter & Company
- Marsh
- Mercer
- Oliver Wyman